# Barneo
Acampamento Barneo (Лагерь Бaрнео, em russo) é uma base de gelo anualmente estabelecida em um bloco de gelo relativamente perto do Polo Norte. O primeiro "Barneo" sobre uma base de gelo foi criado em 2002. A base de gelo é patrocinada pela Sociedade Geográfica Russa e normalmente dura até ao mês de abril. Dependendo da localização da base, excursões para o Pólo Norte real podem ser realizadas em esquis, por trenó puxado por cães, ou de helicóptero. Em 2007 Barneo foi localizado a cerca de 89° 31′ N, 30° 27′ O. No entanto, os ventos do norte causam a deriva do acampamento em direção a sudeste, a uma velocidade de 0,8 km/h.